# Emilio Freixas
Emilio Freixas Aranguren, né en 1899 et mort en 1976, était un dessinateur de bande dessinée et illustrateur espagnol. En Espagne, c'est un vrai pionnier, il a même été élu Meilleur artiste dans différents pays.

## Biographie
Emilio Freixas était un passionné de bandes dessinées. Même ses enfants, Carlos, Margarita, Maria et Emilio se souviennent encore de lui, assis sur un banc à Montjuïc et dessinant avec des crayons sur des papiers éparpillés sur ses genoux, tandis qu'eux jouaient autour de lui.
En 1935, il commence à publier ses œuvres dans les magazines Le Journal de Mickey et Pocholo. Les histoires étaient très simples mais elles étaient dessinées dans des vignettes merveilleuses, dans lesquelles on pouvait admirer l'élégance de son écriture ainsi que sa ligne poétique. Les vignettes étaient distribuées de manière dynamique et magistrale. La couleur utilisée mettait en évidence, au sein de chaque image, la composition et les personnages.
De 1944 à 1949, Emilio Freixas fera vivre son personnage le plus célèbre, le Capitaine Mystère, dans diverses aventures.
Avec Carlos Freixas (es) et Angel Puigmiquel, il crée les éditions Mosquito en 1945.

## Prix et reconnaissance
- 1947 - Élu Meilleur artiste par la National Cartoonist Society de New York.
- 1952 - Élu Meilleur artiste par le Congrès internationale de la bande dessinée de New York.
- 1972 - Élu Meilleur artiste par la Convention internationale de la bande dessinée.
- 1972 - Prix de la National Cartoonist Society de Lucques, en Italie.
- 1973 - Invité et président d'honneur de l'Asociación de Dibujantes de Historietas e Ilustración.
- 1976 - Hommage au Congrès international de Gijón.
- 1999 - Exposition commémorative à l'occasion des cent ans de sa naissance.